# تشنار (خلخال)
تشنار هي قرية في مقاطعة خلخال، إيران. عدد سكان هذه القرية هو 82 في سنة 2006.